# Bensins Island
Bensins Island är en ö i Kanada.   Den ligger i Central Coast Regional District och provinsen British Columbia, i den sydvästra delen av landet, 3 700 km väster om huvudstaden Ottawa. Arean är 0,29 kvadratkilometer.
Terrängen på Bensins Island är platt. Öns högsta punkt är 120 meter över havet. Den sträcker sig 0,6 kilometer i nord-sydlig riktning, och 0,7 kilometer i öst-västlig riktning.
Trakten runt Bensins Island är nära nog obefolkad, med mindre än två invånare per kvadratkilometer.